# Дальстрём, Себастьян
Себастьян Дальстрём (фин. Sebastian Dahlström; родился 5 ноября 1996 года, Хельсинки, Финляндия) — финский футболист, полузащитник клуба КуПС и сборной Финляндии.

## Клубная карьера
Дальстрём — воспитанник клубов ХПС и ХИК. В 2015 году Себастьян подписал контракт с Клуби-04, за который выступал в Третьем дивизионе Финляндии. В 2016 году Дальстрём вернулся в ХИК. 4 мая в матче против «Ильвеса» он дебютировал в Вейккауслиге. В этом же поединке Себастьян забил свой первый гол за ХИК. В составе клуба он дважды выиграл чемпионат и завоевал Кубок Финляндии. В начале 2020 года Дальстрём перешёл в молдавский «Шериф».

## Международная карьера
8 января 2019 года в товарищеском матче против сборной Швеции Дальстрём дебютировал за сборной Финляндии.

## Достижения
Клубные
 ХИК
- Победитель Вейккауслиги (2) — 2017, 2018
- Обладатель Кубка Финляндии — 2016/2017